# Carex dichroa
Carex dichroa là một loài thực vật có hoa trong họ Cói. Loài này được Freyn mô tả khoa học đầu tiên năm 1890.